# Dale Carrick
Dale Carrick (Edinburgh, 7 januari 1994) is een Schots voetballer (aanvaller) die sinds 2012 voor de Schotse eersteklasser Heart of Midlothian FC uitkomt. Voordien speelde hij voor de jeugd van diezelfde club.
Carrick debuteerde op 4 augustus 2012 voor Hearts FC in de thuiswedstrijd tegen St. Johnstone FC. De wedstrijd werd met 2-0 gewonnen.